# Сідар-Слоп (Каліфорнія)
Сідар-Слоп (англ. Cedar Slope) — переписна місцевість (CDP) в США, в окрузі Туларе штату Каліфорнія. Населення — 10 осіб (2020).

## Географія
Сідар-Слоп розташований за координатами 36°8′37″ пн. ш. 118°34′38″ зх. д. / 36.14361° пн. ш. 118.57722° зх. д. (36.143560, -118.577133).  За даними Бюро перепису населення США в 2010 році переписна місцевість мала площу 1,80 км², уся площа — суходіл.